# ۱۱۵۰ (میلادی)
۱۱۵۰ (میلادی) هزارو صد و پنجاهمین سال تقویم میلادی است.

## درگذشتگان
‎